# Ронява
Ронява (словац. Roňava) — річка в Словаччині і Угорщині, права притока Бодрогу, протікає в округах Кошиці-околиця і Требишів.
Довжина — 51 км; 499 км². Впадає потік Сланчик. 
Бере початок в масиві Солоні гори біля села Сланчик на висоті 465 метрів.
Впадає у Бодрог біля міста Шарошпатак в Угорщині.